# Nagroda im. Stanisławy Zawiszanki
Nagroda im. Stanisławy Zawiszanki (Dżonka) – nagroda literacka za najodważniejszy debiut poetycki roku. Po raz pierwszy przyznana 29 października 2005, a pierwszym laureatem został Krzysztof Siwczyk. W roku 2006 Nagrodę otrzymała poetka i tłumaczka Joanna Wajs za tomik "Sprzedawcy kieszonkowych lusterek" (wydawnictwo Zielona Sowa). Dodatkowo kapituła przyznała wyróżnienie Joannie Jopek za tomik "Ziarno niepokoju" (wydawnictwo My Book).
Nagrodę przyznają wspólnie Fundacja NADwyraz i PARNAS.PL.
W skład Kapituły Nagrody wchodzą: 
- Izabella Cywińska
- Marta Fox
- Hanna Maria Giza
- Tadeusz Górny
- Marta Kucharska
- Krystian Lupa
- Józef Opalski

W 2007 spośród nominowanych do DŻONKI: Wojciech Brzoska, Krystyna Dąbrowska, Jacek Dehnel, Wojciech Giedrys, Dawid Jung, Robert Król, Piotr Kuśmirek, Joanna Mueller, Marcin Orliński, Marta Podgórnik, Iza Smolarek, Julia Szychowiak, Przemysław Zawal, Agnieszka Żuchowska-Arent nagrodę otrzymał Tomasz Pułka.